# Joaquín Alfonso
Joaquín Alfonso Martí (Valencia, 1807 - Madrid, 1860) Fue alumno de la  École centrale des arts et manufactures en París entre 1834 y 1837 pensionado por el gobierno español, obtiene el título de ingeniero civil con especialidad en química. Fue catedrático de Física en el  Escuelas de Artes y Oficios y en el  Real Instituto Industrial de Madrid  de los que llegó a ser director.
Miembro de la Real Academia de Ciencias Exactas, Físicas y Naturales en 1847.
En 1854 fue elegido diputado de las cortes por la circunscripción de valencia.